# Himnes reials sumeris

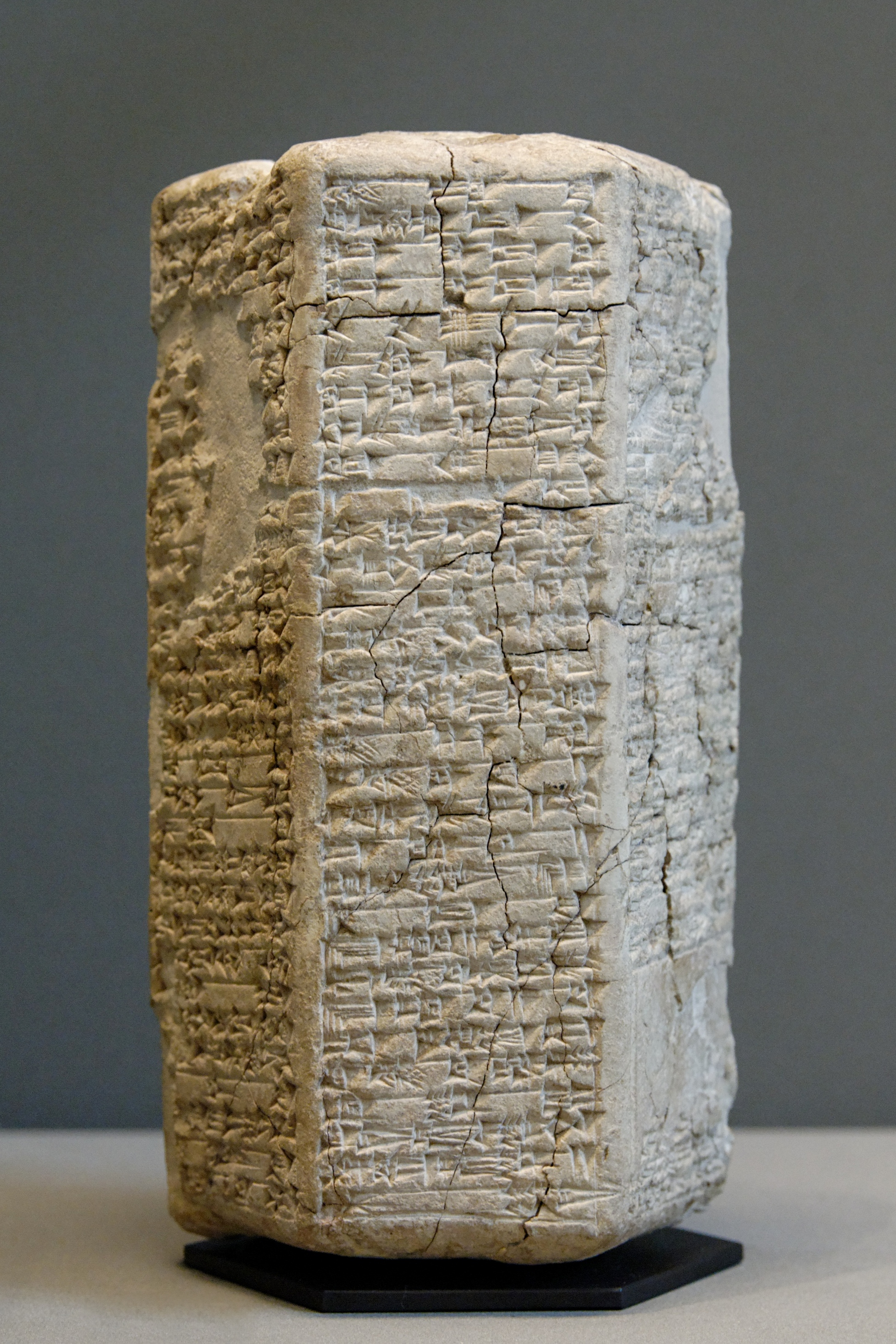
Argila que conserva un himne dedicat a Iddin-Dagan, ensi de Larsa, datat cap al 1950 aC. (Museu del Louvre).

Els himnes reials sumeris van constituir un gènere literari sumeri. A l'origen narraven les gestes bèl·liques de major importància dels reis d'Ur en època del renaixement sumeri, a la fi del III mil·lenni aC., arribant a ser el gènere per excel·lència de l'Estat.
Exaltaven també els papers religiós i cerimonial de la reialesa i els alts càrrecs sacerdotals, i reforçaven la idea que el rei era l'intermediari directe entre els déus i el poble. Els himnes reials van ser especialment populars durant el regnat de Xulgi.
A Ur van existir dos subgèneres. Uns himnes es dirigien al rei, beneint la seva vida. Uns altres, molt més complexos, es van redactar de manera que el propi rei havia de llegir-los. Probablement tots s'acompanyaven amb música i es recitaven o cantaven en la cort durant les celebracions i les festes. Estaven escrits en sumeri, l'idioma oficial de l'administració i la llengua franca dels intel·lectuals. No obstant això, el sumeri ja havia estat oblidat pel poble, per la qual cosa potser els himnes reials van ser un intent de distanciar d'ell a les elits. Quan els himnes es dedicaven als déus, acabaven amb l'observació tigi, indicant que havien d'acompanyar-se amb música de timbals. Quan es dedicaven a reis ho feien amb zami, que significava música d'arpa i lira.
Més tard, probablement els himnes van buscar la legitimitat de les dinasties sorgides a Isin i Larsa després del desmembrament del protoimperi d'Ur. En haver-se extingit el poder de la tercera dinastia d'Ur, que havia controlat pràcticament tota la Baixa Mesopotàmia, es va haver de recórrer a la tradició sumèria que relaciona a Enlil amb Nippur, anterior a l'Imperi accadi, quan Sumèria estava dividida en ciutats-Estat d'igual rang.
El gènere va perdre importància amb l'arribada d'Hammurabi al tron de Babilònia. Es conserva un himne real dirigit a ell i escrit en accadi i sumeri, confeccionat a exemple dels de la III dinastia d'Ur.